# Asalto a la gobernación de Mérida
El asalto a la gobernación de Mérida, también llamado toma de la gobernación de Mérida, sucedió el 12 de abril de 2002 durante unas protestas para pedir la renuncia al entonces gobernador Florencio Porras, en el marco de las manifestaciones relativas al golpe de Estado en Venezuela de 2002. Terminó con 25 imputaciones de la Fiscalía por rebelión civil y otros cargos, y con la posterior amnistía presidencial de Hugo Chávez en 2007 para los acusados.

## Contexto
Florencio Porras ganó en 2000 las elecciones regionales como gobernador de Mérida por el partido Movimiento V República, en un clima de conflicto y confrontación política que se hizo mayor cuando Chávez, también del partido MVR, aprobó 49 leyes en el marco de una Ley habilitante, las cuales generaron controversia.

## Historia
La tensión aumentó hasta ocurrir el golpe de Estado de 2002. El 12 de abril de ese año un grupo de protestantes, liderado por el político Nixon Moreno, se dirigieron a la sede de la gobernación de Mérida para pedir la renuncia o capturar al gobernador Florencio Porras.
La Corte Interamericana de Derechos Humanos relató en su Informe Preliminar de la Defensoría de los Derechos Humanos de 2003 que «distintos cuerpos de seguridad practicaron allanamientos y detenciones de funcionarios del Gobierno derrocado», diciendo que grupos presuntamente opositores a Porras generaron hechos de violencia en Mérida.
El periodista y político Ernesto Villegas declaró en su libro Abril, golpe adentro que Florencio Porras fue desalojado forzosamente de su despacho y apartado de sus funciones, mientras que la sede de la gobernación de Mérida fue tomada ilegalmente. Porras fue retenido en una instalación militar, lo que después sería denunciado por la Fiscalía General de la República como una privación ilegítima de su libertad. Al mismo tiempo, en el Estado Táchira, sucedió un evento similar, cuando su gobernación fue tomada y su gobernador Ronald Blanco La Cruz fue detenido.

### Consecuencias
Al restituirse el segundo gobierno de Hugo Chávez, Florencio Porras fue restituido también como gobernador.
25 personas, entre ellas: el exgobernador copeyano de Mérida Jesús Rondón Nucete, el exconstituyentista chavista Pausides Reyes, el dirigente estudiantil colombiano Nixon Moreno, Fortunato González, Marco Abilio Trejo, Carlos Chirinos, Crispulo González, Lisandro Estupiñan, Tarek Aboassi, Clara Peña, Rómulo Canelón y Máximo Briceño fueron imputados con cargos de conspiración, rebelión civil, ofensa a los jefes de Estado, impedimento del ejercicio de derechos políticos, privación ilegítima de libertad y violencia sobre funcionarios públicos, siendo acusados de tomar la sede de la gobernación de Mérida.
Después de dichas citaciones y debido a la oposición a estas, ocurrieron enfrentamientos en la ciudad de Mérida los días 29 y 30 de enero de 2004 cerca de la Federación de Centros Universitarios (FCU) y las facultades de Medicina e Ingeniería de la Universidad de Los Andes.
En 2007 Hugo Chávez anunció una amnistía para los participantes del asalto por la «toma violenta de la Gobernación del Estado Mérida», en la que el líder estudiantil Nixon Moreno no estaba incluido. El cardenal Jorge Liberato Urosa Savino pidió incluirlo en la amnistía final. El 30 de enero de 2008 el Tribunal 4.º de Control del estado de Mérida sobreseyó a la totalidad de los 25 imputados, en conformidad con la amnistía anunciada.